# Trisopsis longitarsis
Trisopsis longitarsis är en tvåvingeart som beskrevs av Boris Mamaev 1961. Trisopsis longitarsis ingår i släktet Trisopsis och familjen gallmyggor. Inga underarter finns listade i Catalogue of Life.